# Hope Vol. 2
Hope Vol. II je singl finské kapely Apocalyptica.

## Seznam skladeb
1. „Hope vol. 2“ (feat. Matthias Sayer) – 4:00
2. „My Friend Of Misery“ (Metallica) – 5:19
3. „South Of Heaven & Mandatory Suicide“ (Slayer) – 5:28